# Синехвостка
Синехвостка (лат. Tarsiger cyanurus) — птица из семейства мухоловковых.

## Описание
Имеет длину 13—14 см и вес около 10—18 граммов. Мелкая (мельче воробья) птица с синими надхвостьем и хвостом. У самца ярко-синее оперение верхней части тела, на плечах, гузке и хвосте. Синяя окраска оперения темнее всего на щеках и по бокам шеи. Нижняя часть тела сливочного цвета с ярко-оранжевыми боковыми сторонами. Над лбом и глазами проходит белая полоса.
У самки оперение верхней части тела оливково-коричневого цвета, светлее внизу. Гузка и хвост синеватого цвета, боковые стороны оранжевые. Молодые птицы похожи на молодых, пятнистых зарянок.

### Вокализация
Песня — набор свистов. Характерное пение синехвостки начинается очень тихо, затем переходит к громкой трели «три-лии, три-лии» и снова тихо заканчивается. Птица поёт и днём и ночью, сидя чаще на вершине дерева. Крик — громкое «фьить-трр».

## Распространение
Синехвостка имеет большую область распространения, которая простирается от Эстонии и Финляндии через Сибирь до Японии и Кореи. На юге она распространена в Казахстане, Пакистане, Индии, Непале и Таиланде. Это робкая птица, населяющая густые сосновые и еловые леса, влажные чащи.

## Размножение
Синехвостка гнездится на земле, в гнилом пне, дупле или в поваленном дереве. В кладке 5—7 белых с бежевым венчиком на тупом конце яиц.